# Bahnstrecke Podgorica–Shkodra
| Bahnhof Bajza |                           |                                                  |                                                  |
| Streckenlänge: | 63,5 km                   |                                                  |                                                  |
| Spurweite: | 1435 mm (Normalspur)      |                                                  |                                                  |
| Maximale Neigung: | Podgorica–Grenze: 7 ‰     |                                                  |                                                  |
| Streckengeschwindigkeit: | Podgorica–Grenze: 70 km/h |                                                  |                                                  |
| |                           |                                                  |                                                  |
| \| \| \| von Nikšić \| \| \| \| \| von Beograd \| \| \| \| 0,000 \| Podgorica \| Podgorica \| \| \| \| nach Bar \| \| \| \| \| Straße Podgorica–Han i Hotit (M4) \| \| \| \| \| Cijevna \| \| \| \| 13,683 \| Tuzi \| Tuzi \| \| \| \| Tunnel \| \| \| \| \| Tunnel \| \| \| \| \| Tunnel \| \| \| \| 24,741139,700 \| Staatsgrenze Montenegro / Albanien (Han i Hotit) \| Staatsgrenze Montenegro / Albanien (Han i Hotit) \| \| \| \| Straße Han i Hotit–Vermosh (SH20) \| \| \| \| 131,200 \| Bajza \| Bajza \| \| \| \| Përroi i Thatë \| \| \| \| \| Anschluss Steinbruch \| \| \| \| 123,700 \| Koplik \| Koplik \| \| \| \| Rjoll \| \| \| \| 113,900 \| Grila \| Grila \| \| \| 105,000 \| Shkodra \| Shkodra \| \| \| \| nach Vora \| \| \| \| \| \| \| \| Quellen: [1][2] \| \| \| \| |                           |                                                  |                                                  |
| Strecke |                           | von Nikšić                                       | von Nikšić                                       |
| Abzweig geradeaus und von links |                           | von Beograd                                      | von Beograd                                      |
| Bahnhof | 0,000                     | Podgorica                                        | Podgorica                                        |
| Abzweig geradeaus und nach rechts |                           | nach Bar                                         | nach Bar                                         |
| Brücke |                           | Straße Podgorica–Han i Hotit (M4)                | Straße Podgorica–Han i Hotit (M4)                |
| Brücke über Wasserlauf |                           | Cijevna                                          | Cijevna                                          |
| Dienststation / Betriebs- oder Güterbahnhof | 13,683                    | Tuzi                                             | Tuzi                                             |
| Tunnel |                           | Tunnel                                           | Tunnel                                           |
| Tunnel |                           | Tunnel                                           | Tunnel                                           |
| Tunnel |                           | Tunnel                                           | Tunnel                                           |
| Grenze | 24,741139,700             | Staatsgrenze Montenegro / Albanien (Han i Hotit) | Staatsgrenze Montenegro / Albanien (Han i Hotit) |
| Brücke |                           | Straße Han i Hotit–Vermosh (SH20)                | Straße Han i Hotit–Vermosh (SH20)                |
| Dienststation / Betriebs- oder Güterbahnhof | 131,200                   | Bajza                                            | Bajza                                            |
| Brücke über Wasserlauf |                           | Përroi i Thatë                                   | Përroi i Thatë                                   |
| Abzweig geradeaus und von links |                           | Anschluss Steinbruch                             | Anschluss Steinbruch                             |
| ehemaliger Dienststation / Betriebs- oder Güterbahnhof | 123,700                   | Koplik                                           | Koplik                                           |
| Brücke über Wasserlauf |                           | Rjoll                                            | Rjoll                                            |
| ehemaliger Dienststation / Betriebs- oder Güterbahnhof | 113,900                   | Grila                                            | Grila                                            |
| Bahnhof | 105,000                   | Shkodra                                          | Shkodra                                          |
| Strecke |                           | nach Vora                                        | nach Vora                                        |
| |                           |                                                  |                                                  |
| Quellen: |                           |                                                  |                                                  |

Die Bahnstrecke Podgorica–Shkodra ist eine 63,5 Kilometer lange Eisenbahnstrecke, die Shkodra in Nordalbanien und die montenegrinische Hauptstadt Podgorica miteinander verbindet. Die Strecke ist eingleisig und nicht elektrifiziert. Sie ist die einzige internationale Eisenbahnverbindung Albaniens. Seit Eröffnung wird die Strecke lediglich für den Gütertransport verwendet.

## Geschichte
1979 haben Albanien und Jugoslawien einen Vertrag über den Bau der Eisenbahnstrecke abgeschlossen. Die Jugoslawen hielten den vertraglich vereinbarten Zeitrahmen aber nicht ein.
1982 konnte das letzte Teilstück der Bahnstrecke Vora–Shkodra, der Abschnitt von Lezha bis Shkodra, eröffnet werden, womit Nordalbanien ans albanische Schienennetz angebunden war.

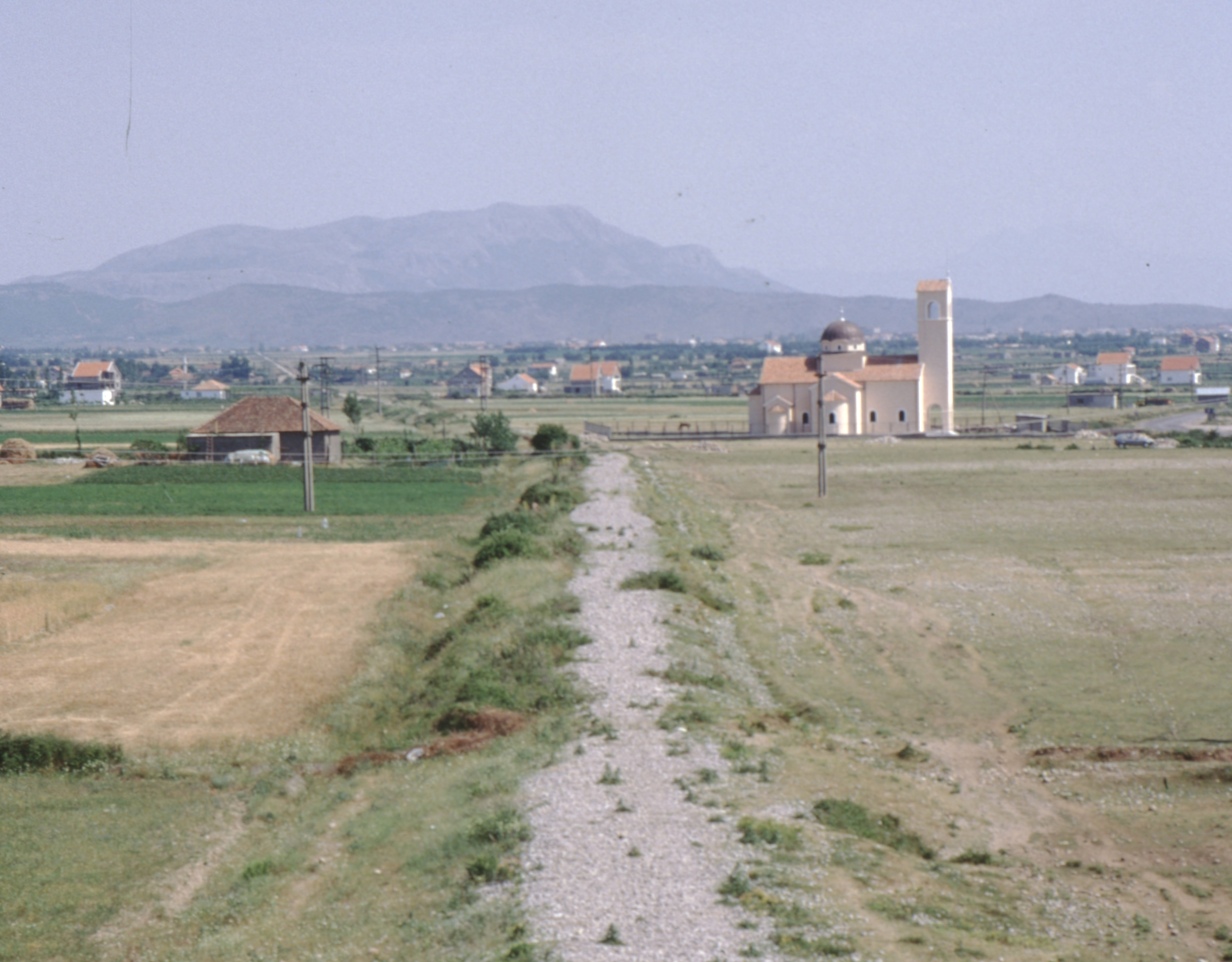
Der Bahndamm nördlich von Shkodra ohne Gleise im Jahr 1999

Am 1. Juni 1985 hatten Albanien und Jugoslawien ein Abkommen über die Abwicklung des Eisenbahngütergrenzverkehrs unterzeichnet. Die Eröffnung des albanischen Teilstücks hatte bereits am 11. Januar 1985 stattgefunden; diejenige des jugoslawischen Teilstücks wurde erst am 26. November 1985 gefeiert. Der regelmäßige Verkehr wurde aber erst nach einer Zeremonie am 6. August 1986 in Jugoslawien aufgenommen. Der Betrieb wurde 1991 wegen des UNO-Embargos gegen Jugoslawien eingestellt. 1997 war die Strecke kurzzeitig wieder in Betrieb, die Schienen wurden aber bald in Folge der Unruhen in Albanien gestohlen. Erst 2003 wurde die ganze Strecke wieder eingeweiht, nachdem schon ein Jahr zuvor der grenzüberschreitende Verkehr bis Bajza wiederaufgenommen worden war. Die Einrichtung eines Personenverkehrs auf dieser Strecke wurde wiederholt diskutiert.

### Kennzahlen
Von Januar bis November 1987 wurden über die Eisenbahnstrecke Güter im Umfang von 60.000 Tonnen nach Albanien importiert, hingegen lediglich 6000 Tonnen exportiert. Für das Jahr 2002, als nur das Teilstück Podgorica–Bajza in Betrieb war, wurden 4800 Tonnen gemeldet. Für das Jahr 2011 wurde ein Volumen von 249.000 Tonnen im internationalen Bahnverkehr gemeldet.

### Chemikalien im Bahnhof Bajza
In Bajza waren von 1991 bis 2009 viele hundert Tonnen Chemikalien und Pestizide deponiert, die dort gestrandet sind und die Umgebung kontaminiert hatten. Die Pestizide stammten zum Teil aus Deutschland und waren in Westeuropa schon lange verboten.

### Geplante Erneuerung
Im März 2022 wurde die Erneuerung der ganzen Strecke von Vora (an der Strecke Durrës – Tirana) bis Han i Hotit für € 267 Millionen angekündigt: 120 Kilometer Bahnstrecke mit zwölf Bahnhöfen sollen erneuert, ein neues Signalisationssystem installiert und die Sicherheit erhöht werden. Finanziert wird das Vorhaben  durch die EU, die Europäische Bank für Wiederaufbau und Entwicklung, die Europäische Investitionsbank und zu einem kleinen Beitrag durch Albanien. Montenegro hat zudem beim Western Balkans Investment Framework einen Antrag auf Erneuerung der 24,7 Kilometer langen Strecke von Podgorica bis zur Grenze eingereicht (Rekonstruktion und Elektrifizierung). Im Budget 2024 hat die albanische Regierung 75 Millionen Euro für Arbeiten an der Strecke Vora–Han i Hotit eingeplant – vom Western Balkans Investment Framework und der Europäischen Bank für Wiederaufbau und Entwicklung wurden 380 Millionen Euro für das Projekt gesprochen.
Die Erneuerung steht im Zusammenhang mit dem Ausbau der Bahnstrecke von Podgorica nach Vlora in Südalbanien im Rahmen des Paneuropäischen Verkehrskorridors X (Bahnstrecke 2).

## Strecke

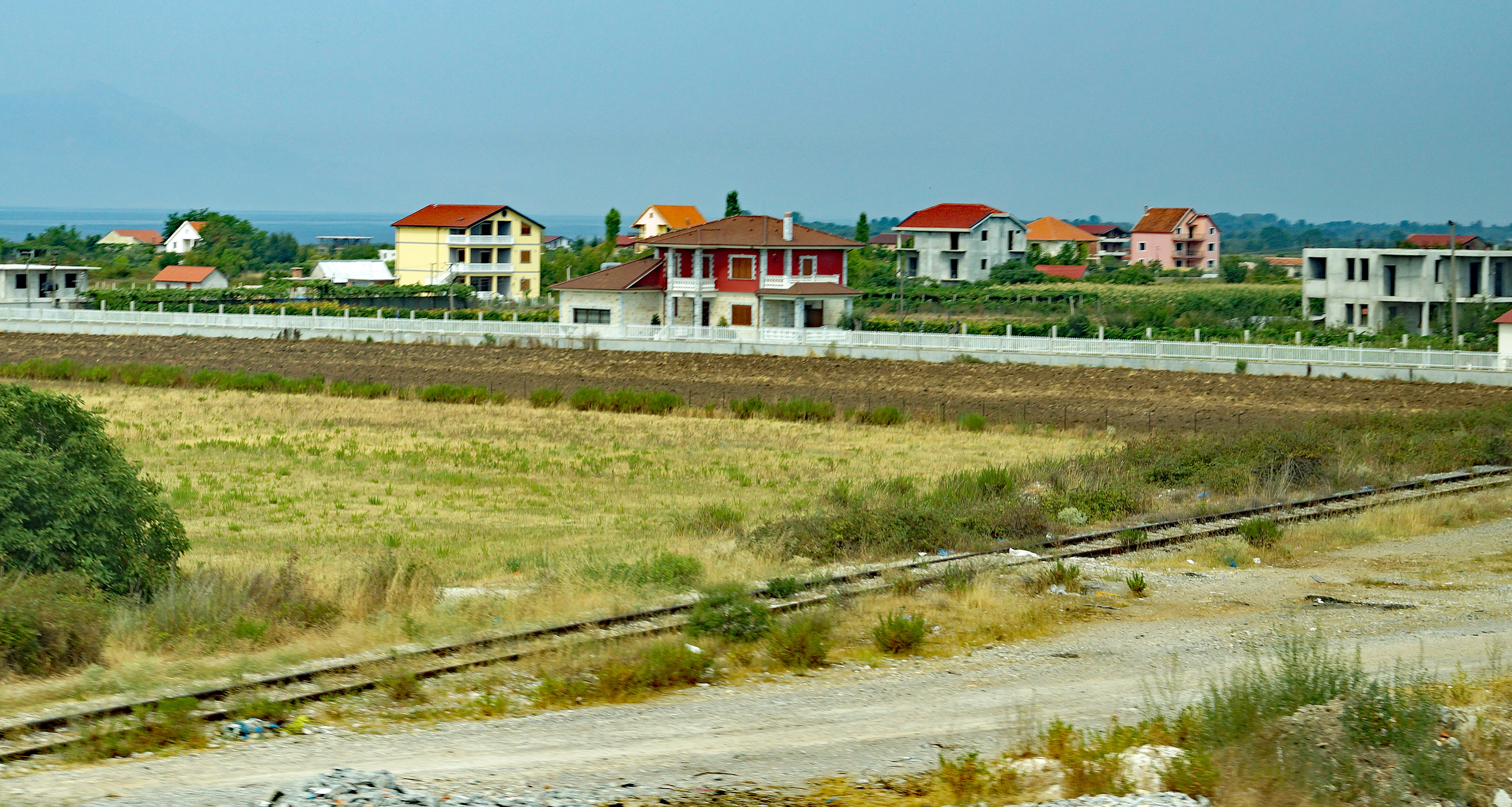
Die Eisenbahnstrecke zwischen Koplik und Shkodra

Die Strecke verlässt den Bahnhof von Podgorica in südwestlicher Richtung, parallel zur Bahnstrecke Belgrad–Bar. Erst nach rund vier Kilometern, außerhalb von Podgorica, trennt sie sich von der Strecke nach Bar, macht erst einen Bogen nach Osten und quert die Ebene um Podgorica. Nachdem sie die Straße von Podgorica nach Albanien und den Fluss Cijevna überquert hat, verläuft sie parallel zur Straße in Richtung Süden, umfährt den Ort Tuzi aber östlich, wo der montenegrinische Grenzbahnhof liegt. In der Folge verläuft sie am Fuße der Ausläufer des Prokletijes. Kurz vor dem Skutarisee unterquert sie diese in einem nicht ganz 500 Meter langen Tunnel. Am steilen Ufer des Sees folgen zwei weitere Tunnel, von denen der erste mit rund zwei Kilometer länge eine deutliche Verkürzung der Strecke im Vergleich zur Straße darstellt, während der zweite nur rund 150 Meter kurz ist und die ansteigende Straße quert.
Im folgenden Abschnitt verlaufen Straße und Bahntrassee parallel entlang des Seeufers, während am Grenzübergang Božaj/Han i Hotit kein Platz für Stationsanlagen bleibt. Am Ende des Sees von Hoti, der weit nach Nordosten ragenden Bucht, überquert die Strecke auf einem hohen Bahndamm die Ebene und macht einen Bogen nach Süden. Bald verschwindet die Straße nach Shkodra (SH1) östlich, während die Strecke den großen Grenzbahnhof westlich von Bajza erreicht.
Die große Ebene rund um Koplik durchquert die Eisenbahnlinie einige Kilometer westlich der Straße, die die größeren Siedlungen miteinander verbindet. Erst südlich von Koplik, etwas nördlich der langen Brücke über das Bett des Rjoll-Bachs (Ura e Rjollit), finden die beiden Verkehrswege wieder zueinander. Nach rund fünf Kilometern überquert die Straße die Eisenbahnlinie, die weiter nach Osten ausholt, um Shkodra am Stadtrand und dann entlang des Ufers des Flusses Kir zu umgehen. Sie erreicht den südöstlich des Zentrums von Shkodra gelegenen Bahnhof von Norden, wo Anschluss an die Bahnstrecke Vora–Shkodra besteht.

## Betrieb
Grenzbahnhöfe sind Tuzi (Montenegro) und Bajza (Albanien). Am Grenzübergang Han i Hotit befindet sich keine Haltemöglichkeit.
Die Strecke wird in Montenegro von der ŽICG und in Albanien von der HSH unterhalten.
Im Februar 2017 entgleiste ein nach Durrës fahrender Güterzug zwischen Koplik und Shkodra. Allgemein wird der schlechte Zustand der Strecke beklagt.